# 八ケ崎
八ケ崎（はちがさき、八ヶ崎）は千葉県松戸市の地名。八ケ崎のほか、北西に隣接する八ケ崎緑町（はちがさきみどりちょう）についても記載。

## 歴史等
市域の中央にある台地に位置し、地名は地形に由来する。『松戸の寺　松戸の町名の由来　松戸の昔ばなし』（松戸新聞社、1994年）によると、土地の古老の話として「丁度海原に七重八重とつき出た岬の様な観があったところから呼称されるようになった」という話が掲載されている。これが、北西方向に広がる幸谷・二ツ木の谷津の谷頭と、南西方向の中和倉から新作、上本郷方面にに広がる長津川谷津の谷頭によって台地が複雑に入り組み変化する地となっているのであるが、同書では遠望するとそれらが八つの岬があるように見えたということで、「八ケ崎」になったと伝えられているとしている。
明治時代からは八ケ崎村となり、後に高木村に属する。
同地に鉄道はJR武蔵野線が通過している。新松戸駅から新八柱駅間にあたり、南に隣接する千駄堀に新駅の構想をしている。かつては同地に、駅開設予定があった。

### 遺跡
縄文時代には台地の下まで海が入り込みんでいたことは知られており、同地には縄文時代の遺跡として八ケ崎遺跡、八ケ崎貝の花貝塚などいくつかあり（千葉県の貝塚の一覧参照）、その出土品の一部が重要文化財に指定されている。特に縄文時代前期の集落遺跡である幸田貝塚は、266点が国の重要文化財に指定されている。この貝塚からは竪穴建物跡が検出され、土器・石器などが多く出土しており、縄文時代の生活や社会の様子を研究する上で貴重な資料となっている。縄文前期に幸田、縄文後期には平賀や八ケ崎、縄文晩期は上本郷など、100を超える遺跡が確認されている。

## 町内会
- 松戸市八ヶ崎町会連合会[9] - 八ヶ崎第一町会、八ヶ崎第二町会、八ヶ崎第三町会、八ヶ崎第7丁目町会
- 八ヶ崎新町町会

## おもな施設
八ヶ崎にある主な施設は次の通り。
- 松戸東警察署 - 八ケ崎4丁目、1985年当地に
- 千葉県交通安全協会松戸東交通安全協会 - 八ケ崎4丁目
- 松戸市消防局消防訓練センター[10] - 八ヶ崎4丁目、1989年当地に
- 松戸市立八ヶ崎小学校 - 八ケ崎6丁目
- 松戸市立八ヶ崎第二小学校 - 八ケ崎3丁目
- 八ケ崎市民センター[11]
- 八ケ崎会館
- 八ケ崎新町会館
- 金谷寺[12] - 八ケ崎2丁目、松戸史跡七福神の毘沙門天
- 長聖寺 - 八ケ崎2丁目
- 八ケ崎天満宮 - 八ケ崎3丁目。当地に神社が無かった事から、1972年に町内有志により祭りを挙行し社殿を整備した。1980年10月に湯島天満宮の分霊を勧請して神社として創祀
- 子安神社[13]
- テラスモール松戸 - 八ケ崎2丁目、松戸市公設地方卸売市場北部市場跡地、 2019年開業。住商アーバン開発
- ロジスティード松戸研修所 - 八ケ崎緑町、旧松戸日立自動車学校跡地。ロジスティード陸上部は2012年から当地を拠点にして活動[14]
- 松戸都市計画道路3・3・6号三矢小台主水新田線
- 松戸都市計画道路3・3・7号横須賀紙敷線・けやき通
- 印西道・さくら通り（一部旧水戸街道）
- 旧水戸街道 - 国道6号沿いに立地する蘇羽鷹神社前で分岐し、八ケ崎に入る。大坂と呼ばれる坂道
- 国道6号 - 馬橋との境界となっている。印西道との追分け（分岐）がある交差点が八ヶ崎交叉点で、1806年（文化3年）に造立された水戸街道道標（庚申塔）が交差点北東角に残されている。
- 八ケ崎公園 - 八ケ崎6丁目
- 八光台公園 - 八ケ崎1丁目
- 八ヶ崎緑地、八ヶ崎2号緑地、八ヶ崎3号緑地 - 八ケ崎2丁目
- 八ケ崎緑町2号緑地 - 八ケ崎緑町
- 八ヶ崎4丁目緑地 - 八ケ崎4丁目
- 八光台公園 - 八ケ崎1丁目
- 八作公園 - 八ケ崎2丁目
- 内畑公園 - 八ケ崎2丁目
- 貝の花第2公園、貝ノ花第3公園 - 八ヶ崎3丁目。貝の花公園もあるが、場所は小金原にあたる。
- 株付公園 - 八ケ崎8丁目
- 新堀前公園 - 八ケ崎4丁目
- 中堀込公園 - 八ケ崎5丁目
- 道合第1公園 - 八ケ崎8丁目
- 道合第2公園 - 八ケ崎7丁目
- 南谷公園 - 八ケ崎緑町
- 和田公園 - 八ケ崎5丁目

かつては八ケ崎8丁目に鳴戸部屋があったが、名称が田子ノ浦部屋へと変わり移転する。

## 土地区画整理
松戸市域は江戸時代に至る所で新田開発が行われており、「新田」の名がつく地名も多く、そして江戸幕府の年貢増徴を目的としての荒地や低湿地帯の開墾によって町勢や藩勢を拡大する。その後の高度経済成長期に首都圏整備計画発表と市内を走る常磐線の電化、市内を通る鉄道路線の新設ラッシュなどの影響で、市の土地区画整理事業が、後の人口急増に対処した町あげての事業となり、かつて日本一といわれるほど大規模な土地区画整理事業が実施されたことが知られる。
八ケ崎も土地区画整理事業で整備された地となっており、千葉県の土地区画整理事業一覧#松戸市から次の通り。すべて土地区画整理組合施行となっている。
- 八ケ崎土地区画整理事業 - 八ケ崎1丁目と2丁目にあたり、換地処分公示年月日は1994年（平成6年）10月21日[18]
- 八ケ崎貝の花土地区画整理事業 - 八ケ崎3丁目にあたり、換地処分公示年月日は1996年（平成8年）8月9日[19]
- 八ケ崎第一地区土地区画整理事業（竣工碑） - 6丁目の一部、7丁目の一部、8丁目の一部にあたり、換地処分公示年月日は1999年（平成11年）9月24日[20]
- 八ケ崎中央土地区画整理事業 - 八ケ崎3丁目、5丁目、6丁目の一部、7丁目の一部、8丁目の一部にあたり、換地処分公示年月日は2000年（平成12年）10月27日[21]
- 八ケ崎南谷土地区画整理事業 - 八ケ崎緑町にあたり、換地処分公示年月日は1979年（昭和54年）4月24日、田圃を埋め立てた地[22]

## 地区計画
地域交流地区として、テラスモール松戸とその周辺にあたる八ケ崎二丁目の7地区に地区計画を定めている。